# Strophius sigillatus
Strophius sigillatus là một loài nhện trong họ Thomisidae.
Loài này thuộc chi Strophius. Strophius sigillatus được Cândido Firmino de Mello-Leitão miêu tả năm 1940.